# 格尼菲蒂峰

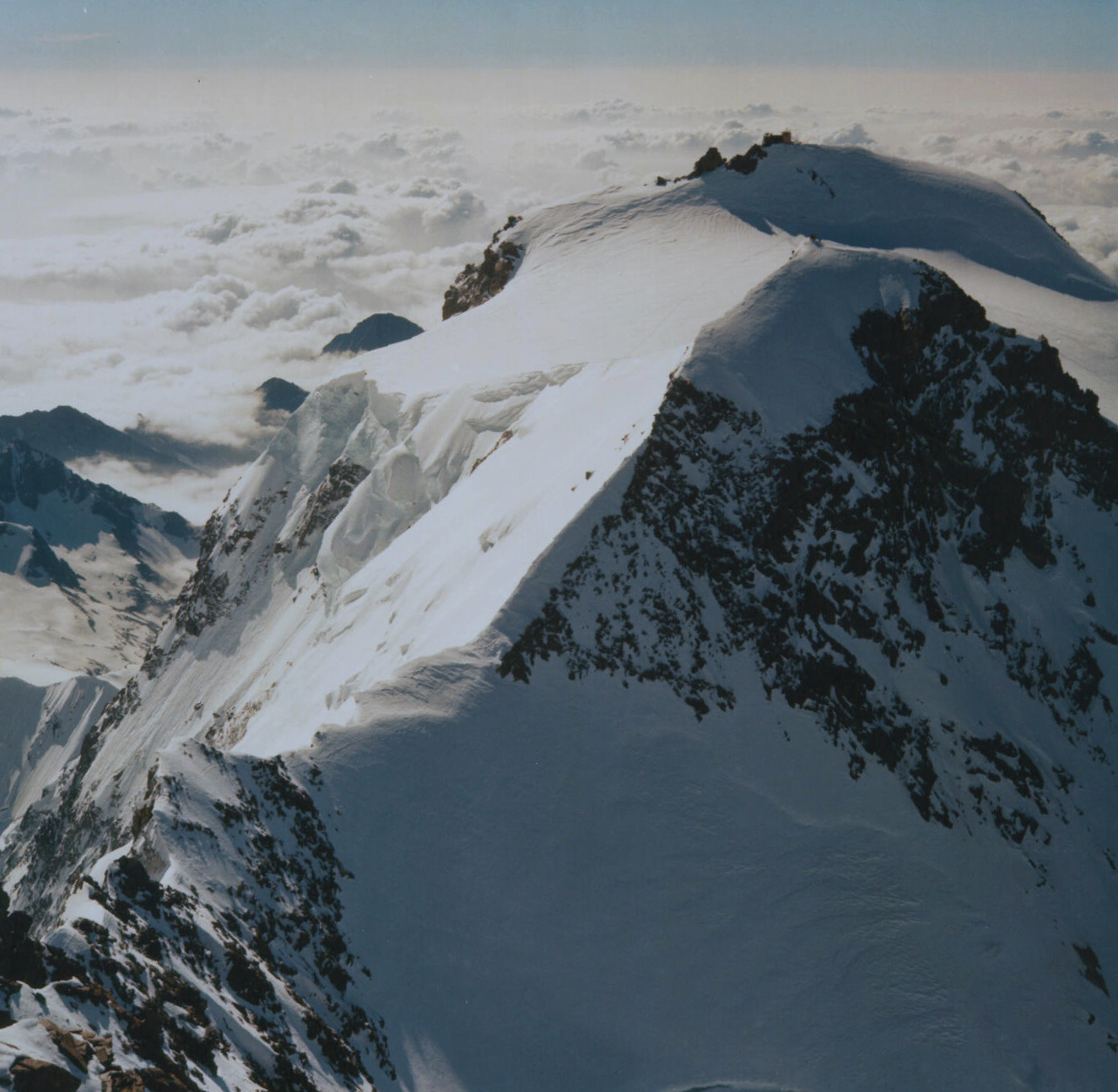

45°55′38″N 7°52′37″E / 45.92722°N 7.87694°E
格尼菲蒂峰（義大利語：Punta Gnifetti），是歐洲的山峰，位於瑞士和意大利接壤的邊境，屬於本寧阿爾卑斯山脈的一部分，海拔高度4,554米，人類在1842年8月9日首次登上該山峰。